# 佐倉城址公園
佐倉城址公園（さくらじょうしこうえん）は、千葉県佐倉市にある歴史公園（都市公園）。佐倉城址に位置するため、公園センターには日本100名城スタンプが置かれている。

## 概要

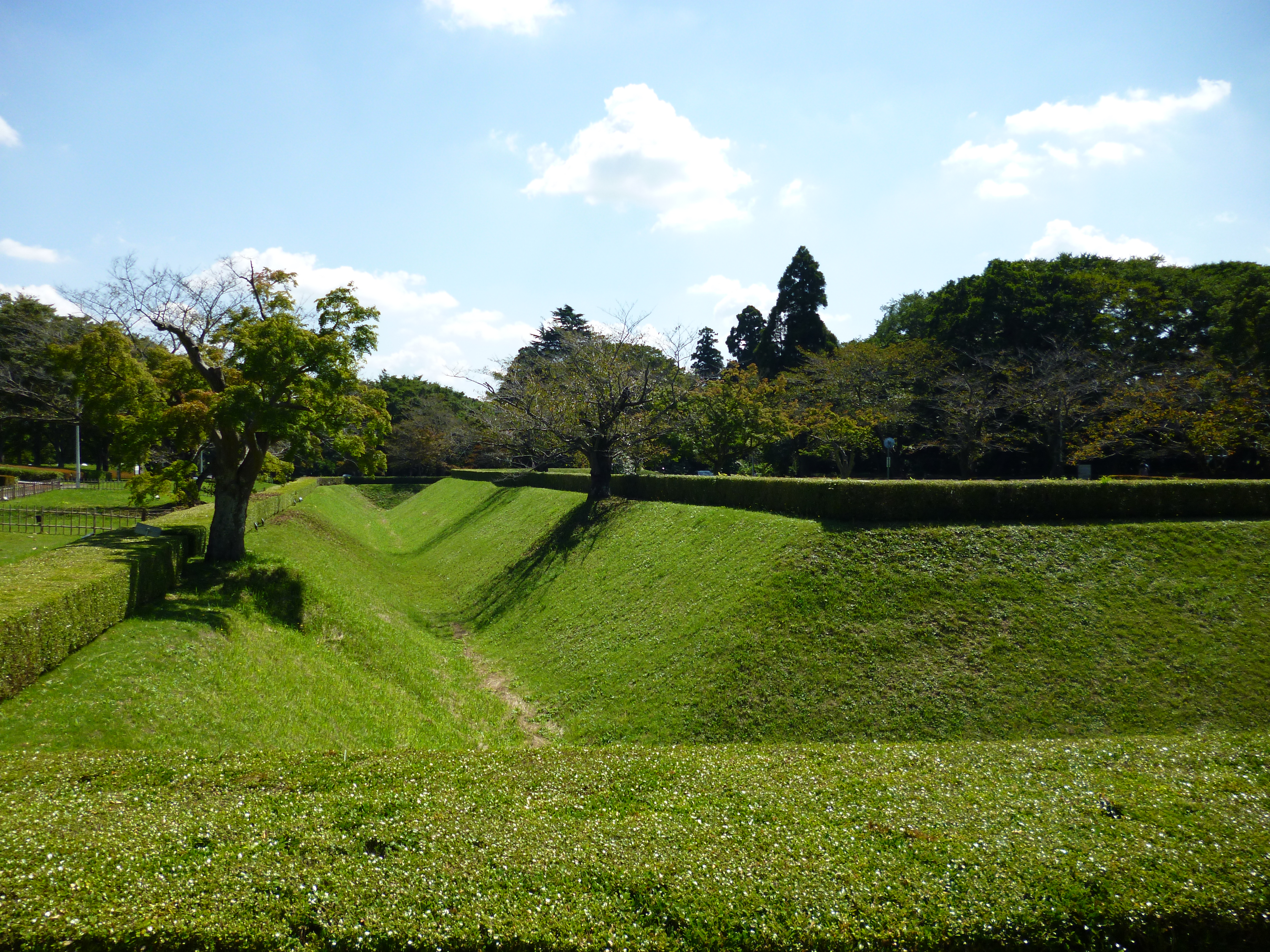
復元された椎木門・馬出

佐倉城跡の中に設置されている公園であり、公園内には天守閣跡、空堀など城の遺構が多数残され、巨大な馬出空堀、水堀に守られた南出丸や西出丸がみられる。天守閣跡脇の樹齢約400年の「夫婦モッコク」（千葉県指定天然記念物）をはじめ、シイ、カシ、カエデなどの大木も多い。
園内には姥が池や、三逕亭（茶室）、菖蒲園、サクラやボタン、ウメなどもあり、公園の東端にあたる自由広場（千葉県立佐倉東高等学校の隣）には、佐倉城に関する模型や明治初期に撮られた古写真、城内から出土した遺物などを展示した佐倉城址公園管理センター（佐倉城址公園センター）がある。北西端には国立歴史民俗博物館が隣接している。博物館（ミュージアムショップ）、公園センターには日本100名城スタンプが置かれている。

## 歴史
佐倉城は明治時代になると国の軍事施設（歩兵第2連隊本部、その後歩兵第57連隊）が設置され、佐倉連隊跡地軍事施設解体後の1964年（昭和39年）1月に公園として開放され、面積213100平方メートルの歴史公園として整備された。2015年（平成27年）6月30日には佐倉城址公園センター（佐倉城址公園管理センター）が城郭風建物に改装され、内部の展示が変更される。

## 施設

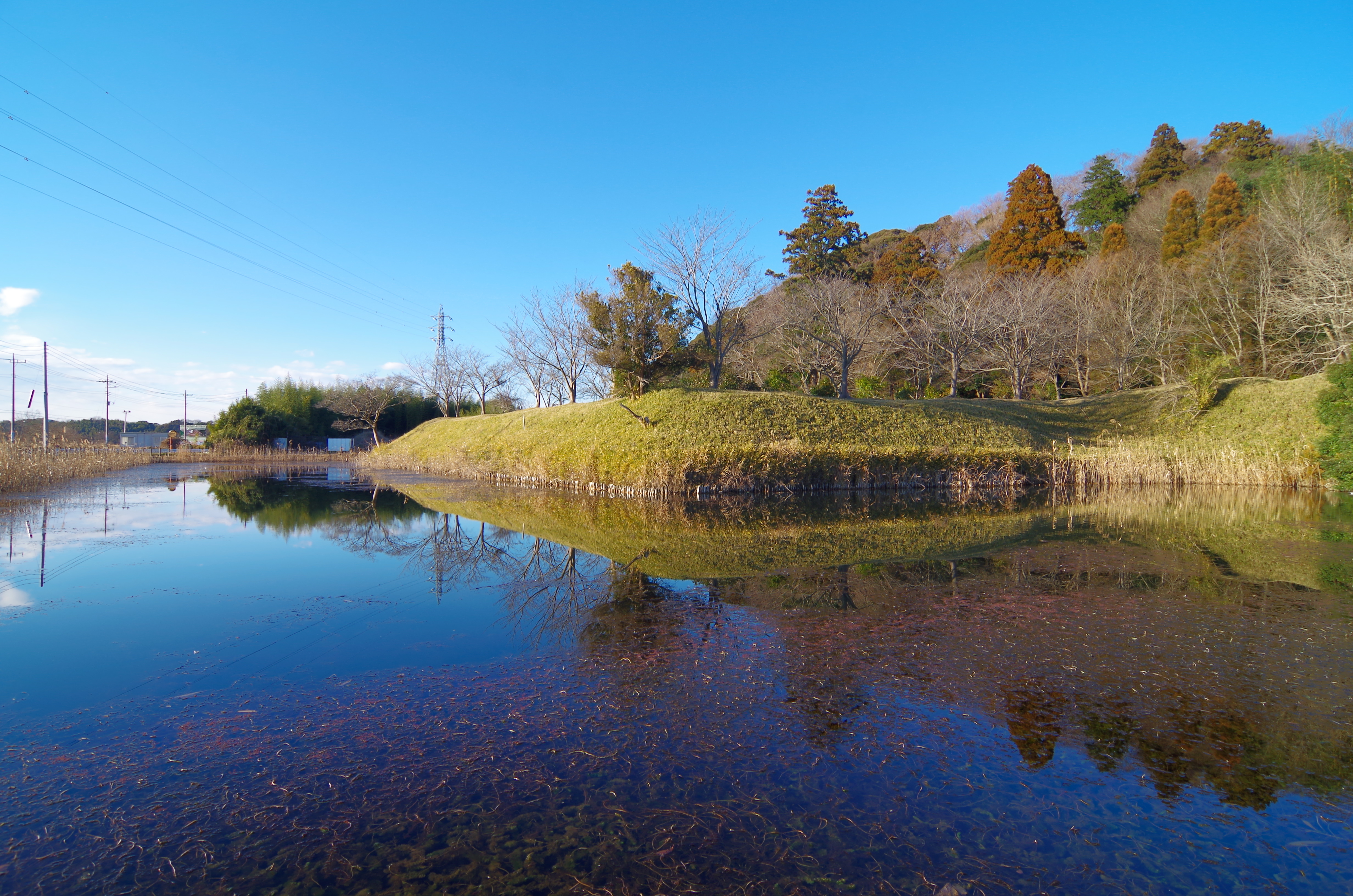
出丸跡

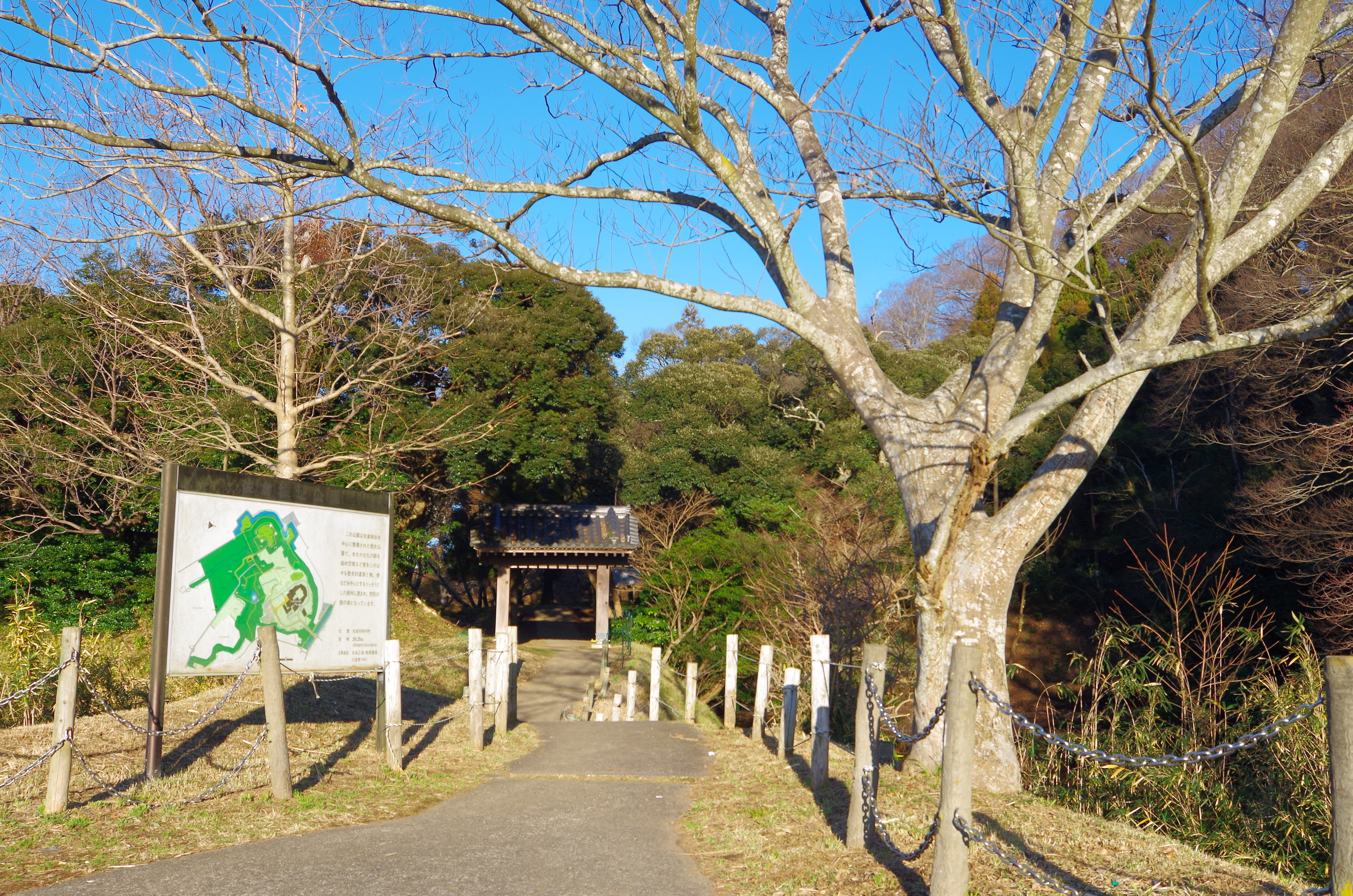
薬医門

公園内には茶室、広場、休憩所（四阿）などが整備されている。公園内は未舗装の場所もあるが、設備はバリアフリー化されており、隣接する博物館および公園内（三逕亭隣接）には多機能トイレ（車椅子対応）が設置されている。
- 施設
  - 三逕亭（茶室）[2]
  - 菖蒲園（菖蒲田）
  - 姥が池
  - 自由広場

## 史跡
- 佐倉城遺構
  - 本丸・二の丸・三の丸
  - 椎木曲輪・天神曲輪
  - 馬出空堀・水堀
  - 天守・銅櫓跡（土塁形状）
  - 西出丸・南出丸
- 軍事遺構[5]
  - 佐倉陸軍病院跡の碑
  - 佐倉兵営跡の碑
  - 車道の碑
  - 訓練用の12階段（訓練用施設）
  - 弾薬庫跡
  - 脂油庫

## アクセス
- 最寄りの鉄道駅
  - 京成佐倉駅（京成電鉄）南口より、徒歩約20分（駅からバスあり）。
  - 佐倉駅（JR東日本）北口より、徒歩約20分（駅からバスあり）。
- 最寄りのインターチェンジ
  - 四街道インターチェンジ・佐倉インターチェンジ（東関東自動車道）。
- 駐車場
  - 約200台（無料）。第1・第2駐車場、田町駐車場、臨時駐車場[8]。